# Sai fischiare, Johanna?
Sai fischiare, Johanna? (in svedese Kan du vissla Johanna?) è un libro per bambini di Ulf Stark del 1992, da cui è stato tratto un film nel 1994. Fu candidato al Premio August nel 1992 e vinse rispettivamente l'Expressens Heffaklump e il Deutscher Jugendliteraturpreis.

## Trama
Ulf racconta spesso a Bertil, detto Berra, di suo nonno. Anche Berra desidera ardentemente un nonno e sa esattamente come dovrebbe essere. Così i due amici si recano alla casa di riposo locale per trovare un nonno adatto a Berra.

## Storia editoriale
Il romanzo è parzialmente autobiografico, ha dichiarato Ulf Stark in un'intervista. Il personaggio di Ulf è basato su sé stesso, mentre Berra è immaginario. Stark ha vissuto vicino alla casa di riposo di Stureby da bambino, servita poi da modello per il libro. Il titolo del libro deriva originariamente dalla canzone "Kan du vissla Johanna?", che compare nella storia.